# Abdelrahman Boudah
Abdelrahman Boudah, anteriormente Saidi, nacido el 13 de agosto de 1999 en Backa församling, Gotemburgo, es un jugador de fútbol sueco que juega para Västerås SK, cedido por Hammarby IF.
En 2023, decidió usar el apellido de su madre, Boudah, en lugar de Saidi.

## Carrera en clubes
Boudah debutó en Superettan con Norrby IF el 21 de mayo de 2017 en una victoria por 2-1 sobre IFK Värnamo. Jugó un total de 17 partidos de liga y marcó dos goles en la temporada 2017. Boudah anotó esos goles el 27 de mayo de 2017 en una victoria por 3-0 sobre IK Frej y el 5 de agosto de 2017 en una victoria por 3-2 sobre Helsingborgs IF. Durante esa temporada, también jugó un partido en la Svenska Cupen contra Lunds BK (victoria por 2-0).
En febrero de 2021, Boudah fue fichado por Degerfors IF, firmando un contrato de tres años. Marcó su primer gol en la Allsvenskan el 13 de mayo de 2021 contra el IFK Norrköping.
El 11 de julio de 2022, Boudah fue fichado por el Hammarby IF. El 3 de julio de 2024, fue cedido al Västerås SK por el resto de la temporada.

## Carrera internacional
Boudah debutó con la selección sub-19 de Suecia el 14 de octubre de 2019 en una victoria por 3-2 sobre Noruega.

## Estadísticas de carrera
| Club                 | Temporada           | Liga                | Liga     | Liga  | Copa de Suecia | Copa de Suecia | Total    | Total |
| Club                 | Temporada           | División            | Partidos | Goles | Partidos       | Goles          | Partidos | Goles |
| -------------------- | ------------------- | ------------------- | -------- | ----- | -------------- | -------------- | -------- | ----- |
| Norrby IF            | 2017                | Superettan          | 17       | 2     | 1              | 0              | 18       | 2     |
| Norrby IF            | 2018                | Superettan          | 25       | 3     | 4              | 0              | 29       | 3     |
| Norrby IF            | 2019                | Superettan          | 27       | 4     | 4              | 0              | 31       | 4     |
| Norrby IF            | 2020                | Superettan          | 26       | 7     | 1              | 0              | 27       | 7     |
| Norrby IF            | Total               | Total               | 95       | 16    | 10             | 0              | 105      | 16    |
| Degerfors IF         | 2021                | Allsvenskan         | 29       | 4     | 4              | 1              | 33       | 5     |
| Degerfors IF         | 2022                | Allsvenskan         | 11       | 5     | 2              | 1              | 13       | 6     |
| Degerfors IF         | Total               | Total               | 40       | 9     | 6              | 2              | 46       | 11    |
| Hammarby Fotboll     | 2022                | Allsvenskan         | 17       | 3     | 1              | 0              | 18       | 3     |
| Hammarby Fotboll     | 2023                | Allsvenskan         | 13       | 0     | 4              | 1              | 17       | 1     |
| Hammarby Fotboll     | 2024                | Allsvenskan         | 10       | 1     | 3              | 0              | 13       | 1     |
| Hammarby Fotboll     | Total               | Total               | 40       | 4     | 8              | 1              | 48       | 5     |
| Västerås SK (cedido) | 2024                | Allsvenskan         | 0        | 0     | 0              | 0              | 0        | 0     |
| Total en la carrera  | Total en la carrera | Total en la carrera | 175      | 29    | 24             | 3              | 199      | 32    |